# Piotr Ulatowski
Piotr Ulatowski herbu Jastrzębiec, (ur. 1800, zm. w marcu 1867 w Dreźnie) – major (1831),  po powstaniu listopadowym emigrant, oficer armii austriackiej i polskiej, powstaniec styczniowy.
W stopniu pułkownika dowodził pułkiem jazdy, pierwotnie operującym w okolicach Sandomierza. Po rozbiciu w bitwie pod Słupczą  i Dwikozami 28 lutego 1863 r., oddziału  powstańczego Puławiaków Leona Frankowskiego (gdzie zginęło 66 powstańców wraz z bratem zakonnym - furtianem, Szymonem Czerniakowskim), przeprowadził resztki zgrupowania do oddziałów Mariana Langiewicza.
Ostatki życia spędził w Dreźnie, gdzie zmarł w 1867 r.